# Croatia Airlines
Croatia Airlines je hrvaški nacionalni letalski prevoznik in članica Star Alliance. Sedež podjetja se nahaja v Buzinu, Zagreb. Družba opravlja redne lete na 26 evropskih destinacij in čarterske polete na zahtevo. Matično letališče družbe je Zagrebško letališče. 

## Zgodovina
Družba je bila ustanovljena 7. avgusta 1989 pod imenom Zagal (Zagreb Airlines). Operacije je pričela izvajati z enim letalom tipa Cessna 402C, ukvarjala pa se je s prevozom pošiljk ameriškega UPS.

### 1990: Prvi potniški leti
Po prvih hrvaških demokratičnih volitvah 23. julija 1990 se je družba Zagal preimenovala v Croatia Airlines. Leto kasneje, 1991, je družba podpisala strateško pogodbo s slovensko Adrio Airways in začela z najetim McDonnell Douglas MD-82 leteti v domačem prometu. 5. maja 1991 je družba opravi prvi let na relaciji Zagreb-Split, leto pa končala s prometom 140.000 prepeljanih potnikov. Po krajši prekinitvi poletov zaradi vojne agresije na Hrvaško leta 1992 družba od nemške Lufthanse kupi tri letala tipa Boeing 737. S povečano floto se družba vključi v mednarodni letalski promet in postane članica Mednarodnega združenja za zračni transport (IATA). V letu 1992 družba prepelje 238.000 potnikov.
Družba leta 1993 z nakupom dveh ATR-42 in dveh Boeingov 737 razširja floto in povečuje potniški promet. Podjetje odpre podružnico v Frankfurtu in poslovalnico na Reki, v Pulju in Zadru. Potniška agencija Obzor postane lastništvo družbe in organizira individualna in skupinska potovanja na vse destinacije Croatia Airlinesa. Število prepeljanih potnikov naraste na 473.000. Naslednje leto (1994) število potnikov vsak dan narašča, milijontega potnika pa obeležijo 9. junija na letu Zagreb-Frankfurt. V tem letu družba prepelje papeža Janeza Pavla II. iz Rima v Zagreb. Nekaj dni pred božičem odprejo poslovalnico v Splitu, število prepeljanih potnikov znaša 660.000.
Flota družbe se leta 1995 z nakupom še enega ATR-42 razširi na osem letal, ustvari se program pogostih letov (Frequent Flyer) za potnike Croatia Airlines. Podjetje odpre šest novih podružnic v evropskih mestih (Skopje, Zürich, München, Berlin, Düsseldorf, London). 18. septembra obeležijo drugomilijontega potnika na letu Zagreb-Amsterdam, število prepeljanih potnikov naraste na 700.000. 28. novembra 1996 družba odpre podružnico v Sarajevu in tako postane prva evropska in svetovna letalska družba, ki to mesto poveže z rednimi potniškimi leti. Leto končajo s 823.000 prepeljanimi potniki. Leta 1997 družba prevzame letalo tipa Airbus A320, poimenovan »Rijeka« in skupaj s hrvaško turistično skupnostjo odpre podružnico v Amsterdamu. Število prepeljanih potnikov stabilno narašča, leta 1997 družba prepelje 886.000 potnikov.
1. januarja 1998 družba postane članica Združenja evropskih letalskih družb (AEA Association of European Airlines). Floti se pridruži letalo tipa Airbus A319, imenovan »Zadar«, istega leta pa podjetje odpre podružnice na Dunaju, v Rimu in Parizu. Junija k floti dodajo še en Airbus A319 (»Zagreb«) in drugič prevažajo papeža Janeza Pavla II. V letu 1998 prepeljejo 919.000 potnikov. 27. maja 1999 na zagrebškem letališču obeležijo petmilijonto potnico družbe, pred začetkom turistične sezone pa floto obogatijo s še dvema letaloma tipa Airbus A319 in Airbus A320. Floto sočasno dopolnjujejo z nakupom letal proizvajalca Airbus in prodajo Boeingov 737. Leta 1999 družba prepelje 921.000 potnikov.

### 2000: Družba podira rekorde in Star Alliance članstvo
Leta 2000 družba s prevzemom dveh letal Airbus A319 in Airbus A320 zaključi prvo fazo obnove flote. Julija družba uvede sistem avtomatskega izdajanja vozovnic in prvič v enem letu prepelje več kot milijon potnikov.
5. maja 2001 v Splitu obeležijo desetletnico prvega komercialnega poleta s hrvaškimi nacionalnimi oznakami. 25. oktobra od nemških letalskih organov prejmejo certifikat JAR 145, tj. dovoljenje, s katerim lahko opravljajo bazno in linijsko vzdrževanje letal v skladu z najvišjimi evropskimi standardi. V primerjavi z letom 2000 v letu 2001 prepeljejo 17% več potnikov, skupaj 1.242.468.
Leta 2002 družba omogoči internetno rezervacijo vozovnic poslovnega in ekonomskega razreda ter v promet vključi najeto letalo BAe 146 (znan kot »Jambolino«). V frankfurtski podružnici obeležijo desetletnico prvega mednarodnega leta, z Lufthanso Technik pa podpišejo pogodbo za vgradnjo okrepljenih vrat pilotske kabine na štirinajst Lufthansinih letal. Certifikat JAR 145 jim podaljšajo za dve leti, z letali pa prepeljejo 6,4% več potnikov kot leto prej, skupaj 1.322.284.
Croatia Airlines leta 2003 tretjič prevaža papeža Ivana Pavla II., 16. junija pa je družba uvrščena na seznam javnih delniških družb na zagrebški borzi. Desetmilijontega potnika v zgodovini družbe zabeležijo na letu Split-Frankfurt, od 1. oktobra pa uveljavijo novo regulacijo cen letalskih kart v skladu z odobritvijo Mednarodnega združenja za zračni transport (IATA). Tarife za lete iz Hrvaške so izražene v evrih in ne hrvaških kunah. V letu skupaj prepeljejo 1.468.410 potnikov, 11% več kot leta 2002.
Rekord v številu prepeljanih potnikov je zabeležen leta 2004, družba je namreč v enem letu prepeljala 1.531.248 potnikov (4,3% več kot leto prej). Tega leta so letala dobila preobrazbo (nov zunanji izgled), od Lufthanse pa 25. marca najamejo Airbus A319 za dodatno povečanje flote. 18. novembra se družba včlani v zvezo Star Alliance, 23. novembra pa obeleži petnajstletnico hrvaške letalske družbe. Prvi let z oznakami Star Alliance opravijo na liniji Pulj-Zadar-Zagreb, prvi mednarodni let pa na liniji Skopje-Zagreb.
27. oktobra 2005 je spletna stran letalske družbe dobila preobrazbo, ki omogoči lažje iskanje in branje vizualnih, vsebinskih in strukturnih novic potovanj z letalom. Decembra Croatia Airlines uspešno opravi zahteven preizkus varnosti IATA Operational Safety Audit in obnovi varnostni certifikat. Družba uvede telefonski nakup vozovnic, prepelje pa 1.555.033 potnikov (2% več kot leta 2004).
Podjetje v sodelovanju z BH Airlines 17. januarja 2006 opravi promocijski let na povezavi Mostar-Zagreb in kmalu zatem doseže sodelavo s portugalskim nacionalnim prevoznikom TAP Portugal. Septembra na letu Frankfurt-Zagreb zabeležijo petnajstmilijontega potnika. Z začetkom zimskega reda letenja postane Croatia Airlines prva letalska družba v regiji, ki uvede in v popolnosti začne uporabljati elektronske vozovnice. V tem letu prepeljejo 1.577.277 potnikov.
Aprila 2007 podjetje zamenja informacijski sistem na skupinsko platformo Star Alliancea in maja podpiše pogodbo o nakupu letala tipa Dash 8-Q400 kanadskega proizvajalca Bombardier Aerospace. Julija prejme ugledno nagrado za integracijo procesa plačila letalskih kart preko interneta, prepelje pa 1.715.027 potnikov.
Bombardier Aerospace maja 2008 družbi dostavi letalo Dash 8-Q400 (»Slavonija«), drugo letalo istega tipa z imenom »Lika« pa dostavi 1. avgusta. S tem so pričeli z obnovo flote kratkih poletov. Družba podpiše pogodbo za dostavo še dveh Q400 NextGen, uvedejo pa izdajo letalskih kart na bankomatih Privredne banke Zagreb. Oktobra odprejo svoj hangar na zagrebškem letališču, v letu pa prepeljejo 1.868.869 potnikov. Leta 2009 družba obnovi lete v Barcelono in Göteborg ter prejme še dve naročena Dash 8-Q400. Uvedejo nov poslovni sistem in standard poslovanja in obeležijo dvajsetmilijontega potnika. Število prepeljanih potnikov: 1.752.000.

### 2010: eCommerce, Best Buy Award
V sklopu eCommerce projekta je družba leta 2010 uvedla uslugo po imenu Let po meri, ki potnikom omogoča izbiro leta tako, da sami načrtujejo potovanje z izbiro cene, mestom odhoda in prihoda. Prav tako odprejo Facebook stran, v floto se pridružita še dva Dash 8-Q400 (»Zagorje« in »Primorje«), v mrežo destinacij pa dodajo še grške Atene. K rezervaciji vozovnic dodajo možnost prevoza na in z letališča (Transfer) ter možnost pogovora ob rezervaciji (za vprašanja potnikov). Družba prejme številne nagrade za spletni dizajn in eCommerce. Število prepeljanih potnikov: 1.640.613.
Leta 2011 v neodvisni raziskavi GfK družba prejme certifikat Best Buy Award v kategoriji letalskih družb. Obeležijo dvajsetletnico prvega potniškega leta, 5. junija iz Zagreba v Rim prepeljejo papeža Benedikta XVI. in cerkvene dostojanstvenike. Na začetku oktobra je družba izdala aplikacijo za iPhone in nove funkcionalnosti spletne strani. Število prepeljanih potnikov: 1.878.946.
Januarja 2012 družba izda aplikaciji za iPad in Android, aprila pa predstavijo nov izgled kabine letal Airbus A319 z usnjenimi sedeži. Prav tako uvedejo nove povezave Zadar-Frankfurt, Zadar-Pariz in Split-Beograd. 27. junija podpišejo dogovor z US Airways o code-share poletih med ZDA in Hrvaško. Število prepeljanih potnikov: 1.951.501.
Leta 2013 v redni red letenja uvedejo neposredni povezavi Pulj-Frankfurt in Split-Kassel. V tem letu so sprejeli program restrukturiranja podjetja do leta 2015 s spremembami poslovnega modela. Decembra na zagrebškem letališču uspešno opravijo največji tehnični pregled komercialnih letal. Z United Airlines sklenejo dogovor o prevozu potnikov med Hrvaško in ZDA pod code-share poleti. Število prepeljanih potnikov: 1.796.885.
Mednarodni spletni portal AirlineRatings.com je leta 2014 v raziskavi, ki je vključevala 448 letalskih prevoznikov, Croatia Airlines ocenil z najvišjo oceno (sedem zvezdic) in družbo uvrstil med najvarnejše letalske prevoznike. Družba je uvedla sezonske lete Split-Atene, obeležili pa so petindvajsetletnico podjetja. Od prvega komercialnega leta so letala prevoznika opravila 470.000 poletov in prepeljala več kot 29.000.000 potnikov. Število prepeljanih potnikov: 1.825.063.
Leta 2015 so začeli z izgradnjo tretjega hangarja družbe, ki je prilagojen za najzahtevnejše tehnične operacije na letalih Airbus. 25. aprila so uvedli neposredne lete na relaciji Dubrovnik-Nica. Code-share operacije z Singapore Airlines in Air Canada so pričeli v maju in oktobru. Družba se je s proizvajalcem letal Airbus dogovorila za nakup štirih modernih letal tipa Airbus A320neo, ki bodo zamenjali starejše A319. Prve A320neo naj bi Croatia Airlines dobila leta 2021. Število prepeljanih potnikov: 1.849.676.

## Destinacije
| EVROPA       | EVROPA               | EVROPA | EVROPA | EVROPA                             | EVROPA             |
| Mesto        | Država               | IATA   | ICAO   | Letališče                          | Opomba             |
| ------------ | -------------------- | ------ | ------ | ---------------------------------- | ------------------ |
| Zagreb       | Hrvaška              | ZAG    | LDZA   | Letališče Franjo Tuđman            | Baza               |
| Split        | Hrvaška              | SPU    | LDSP   | Letališče Sveti Jeronim            | Osredotočeno mesto |
| Dubrovnik    | Hrvaška              | DBV    | LDDU   | Letališče Ruđer Bošković           | Osredotočeno mesto |
| Zadar        | Hrvaška              | ZAD    | LDZD   | Letališče Zadar                    |                    |
| Pulj         | Hrvaška              | PUY    | LDPL   | Letališče Pulj                     |                    |
| Brač         | Hrvaška              | BWK    | LDSB   | Letališče Brač                     | sezonsko           |
| Reka         | Hrvaška              | RJK    | LDRI   | Letališče Reka                     | sezonsko           |
| Osjek        | Hrvaška              | OSI    | LDOS   | Letališče Osjek                    | sezonsko           |
| Frankfurt    | Nemčija              | FRA    | EDDF   | Letališče Frankfurt                |                    |
| München      | Nemčija              | MUC    | EDDM   | Letališče München                  |                    |
| Berlin       | Nemčija              | BER    | EDDB   | Letališče Berlin Brandenburg       | sezonsko           |
| Düsseldorf   | Nemčija              | DUS    | EDDL   | Letališče Düsseldorf               | sezonsko           |
| Hamburg      | Nemčija              | HAM    | EDDH   | Letališče Hamburg                  | sezonsko           |
| Pariz        | Francija             | CDG    | LFPG   | Letališče Charles de Gaulle Pariz  |                    |
| Lyon         | Francija             | LYS    | LFLL   | Letališče Lyon                     | sezonsko           |
| London       | Združeno kraljestvo  | LHR    | EGLL   | Letališče London Heathrow          |                    |
| London       | Združeno kraljestvo  | LGW    | EGKK   | Letališče London Gatwick           | sezonsko           |
| Dublin       | Irska                | DUB    | EIDW   | Letališče Dublin                   | sezonsko           |
| Shannon      | Irska                | SNN    | EINN   | Letališče Shannon                  | čarterji           |
| Belfast      | Severna Irska        | BFS    | EGAA   | Letališče Belfast                  | čarterji           |
| Istanbul     | Turčija              | IST    | LTFM   | Letališče Istanbul                 | sezonsko           |
| Amsterdam    | Nizozemska           | AMS    | EHAM   | Letališče Schiphol                 |                    |
| Bruselj      | Belgija              | BRU    | EBBR   | Letališče Bruselj                  |                    |
| Stockholm    | Švedska              | ARN    | ESSA   | Letališče Stockholm Arlanda        | sezonsko           |
| Luleå        | Švedska              | LLA    | ESPA   | Letališče Luleå                    | čarterji           |
| Skellefteå   | Švedska              | SFT    | ESNS   | Letališče Skellefteå               | čarterji           |
| Örnsköldsvik | Švedska              | OER    | ESNO   | Letališče Örnsköldsvik             | čarterji           |
| Oslo         | Norveška             | OSL    | ENGM   | Letališče Oslo                     | sezonsko           |
| København    | Danska               | CPH    | EKCH   | Letališče Kobenhavn                |                    |
| Atene        | Grčija               | ATH    | LGAV   | Letališče Atene                    | sezonsko           |
| Rim          | Italija              | FCO    | LIRF   | Letališče Rim                      |                    |
| Milano       | Italija              | MXP    | LIMC   | Letališče Milano                   | sezonsko           |
| Madrid       | Španija              | MAD    | LEMD   | Letališče Madrid                   | sezonsko           |
| Barcelona    | Španija              | BCN    | LEBL   | Letališče Barcelona                | sezonsko           |
| Girona       | Španija              | GRO    | LEGE   | Letališče Girona–Costa Brava       | čarterji           |
| Dunaj        | Avstrija             | VIE    | LOWW   | Letališče Dunaj                    |                    |
| Sarajevo     | Bosna in Hercegovina | SJJ    | LQSA   | Letališče Sarajevo                 |                    |
| Mostar       | Bosna in Hercegovina | OMO    | LQMO   | Letališče Mostar                   |                    |
| Skopje       | Severna Makedonija   | SKP    | LWSK   | Letališče Skopje                   |                    |
| Praga        | Češka                | PRG    | LKPR   | Letališče Praga                    | sezonsko           |
| Bukarešta    | Romunija             | OTP    | LROP   | Letališče Bukarešta                | sezonsko           |
| Zürich       | Švica                | ZRH    | LSZH   | Letališče Zürich                   |                    |
| Tirana       | Albanija             | TIA    | LATI   | Letališče Tirana                   | sezonsko           |
| AZIJA        |                      |        |        |                                    |                    |
| Tel Aviv     | Izrael               | TLV    | LLBG   | Letališče Ben Gurion               | sezonsko           |
| AFRIKA       |                      |        |        |                                    |                    |
| Monastir     | Tunizija             | MIR    | DTMB   | Letališče Monastir Habib Bourguiba | čarterji           |

## Flota
| Tip letala             | Slika                    | Št. v floti | Št. naročil | Registracija in MSN                                                                            | Opombe                                                                                         |
| ---------------------- | ------------------------ | ----------- | ----------- | ---------------------------------------------------------------------------------------------- | ---------------------------------------------------------------------------------------------- |
| Airbus A320            |                          | 2           | 0           | 9A-CTK (MSN1237) 9A-CTO (MSN2178)                                                              | Ni več v floti: 9A-CTF (MSN0258) 9A-CTM (MSN0671) 9A-CTJ (MSN1009) Trade Air: 9A-BTH (MSN1454) |
| Airbus A319            |                          | 4           | 0           | 9A-CTG (MSN0767) 9A-CTH (MSN0833) 9A-CTL (MSN1252) 9A-CTN (MSN5085)                            | Ni več v floti: 9A-CTI (MSN1029) D-AILH (MSN0641) Fly Air41: 9A-ZAG (MSN3443)                  |
| Airbus A220-300        | 9A-CAE @ FRA, 2024-08-10 | 5           | 7           | 9A-CAE (MSN 55290) 9A-CAI (MSN 55324) 9A-CAL (MSN 55350) 9A-CAM (MSN 55357) 9A-CAN (MSN 55363) |                                                                                                |
| Airbus A220-100        |                          |             | 3           |                                                                                                |                                                                                                |
| Bombardier Dash 8-Q400 |                          | 4           | 0           | 9A-CQC (MSN4258) 9A-CQD (MSN4260) 9A-CQE (MSN4300) 9A-CQF (MSN4301)                            | Ni več v floti: 9A-CQA (MSN4205) 9A-CQB (MSN4211)                                              |

| Letalo                  | Slika | Skupaj | Registracija in MSN                                                                                               | Predstavljen | Upokojitev | Opombe               |
| ----------------------- | ----- | ------ | --- | ------------ | ---------- | -------------------- |
| Cessna 310              |       | 2      | YU-DFN (310R-1349) YU-DFO (310R-1537)                                                                             | 1987         | 1998       |                      |
| Cessna 402              |       | 3      | YU-BNF (402C-0516) YU-BPX (402C-0606) YU-BPV (402C-0447)                                                          | 1989         | 1994       |                      |
| Hawker Siddeley 125     |       | 1      | YU-BME (256048)                                                                                                   | 1990         | 1990       |                      |
| Cessna 550 Citation II  |       | 1      | YU-BPU (550-0128)                                                                                                 | 1990         | 1993       |                      |
| McDonnell Douglas MD-82 |       | 2      | YU-ANC (MSN 48087) YU-ANO (MSN 49440)                                                                             | 1990         | 1991       |                      |
| Boeing 737-200          |       | 5      | 9A-CTA (MSN 22119) 9A-CTB (MSN 22116) 9A-CTC (MSN 22118) 9A-CTD (MSN 22140) 9A-CTE (MSN 22634)                    | 1992         | 1999       |                      |
| ATR 42-300QC            |       | 3      | 9A-CTS (MSN 312) 9A-CTT (MSN 317) 9A-CTU (MSN 894)                                                                | 1993         | 2009       |                      |
| BAe 146-200             |       | 2      | G-OZRH (MSN 047) G-FLTA (MSN 048)                                                                                 | 2000         | 2002       | operiral Flightline  |
| Fokker 100              |       | 1      | 9A-BTE (MSN 11416)                                                                                                | 2001         | 2005       | operiral Trade Air   |
| Bombardier CRJ 1000     |       | 6      | EC-LJT (MSN 19005) EC-LPG (MSN 19021) EC-LPN (MSN 19022) EC-MLC (MSN 19048) EC-MLO (MSN 19050) EC-MNR (MSN 19052) | 2017         | 2019       | operiral Air Nostrum |